# 绒额拟鹩哥
，是雀形目拟鹂科的一种鸟类，属于单型的绒额拟鹩哥属（学名：Lampropsar）。
绒额拟鹩哥体重约57.3克，翼长约10.62厘米，喙宽度约5.2毫米，喙厚度约6.9毫米，嘴峰长约22.1毫米，跗蹠长约27.1毫米，尾长约94.6毫米。
绒额拟鹩哥是留鸟，栖息在森林，它们是杂食性动物。分布在哥伦比亚、厄瓜多尔、秘鲁、巴西、委内瑞拉、玻利维亚。